# Station Łazy
Station Łazy is een spoorwegstation in de Poolse plaats Łazy.